# Weerd (Limburg)
Weerd is een buurtschap ten noordwesten van Linne in de Nederlandse gemeente Maasgouw. Ten noorden en oosten van de buurtschap stroomt de Maas met aldaar het Stuw- en sluiscomplex Linne. Aan de zuidzijde stroomt de Vlootbeek langs de buurtschap. Ten zuidwesten van de buurtschap ligt de Clauscentrale.

## Bezienswaardigheden
- Piëtakapel
- Kasteel Heysterum
- Kasteel Ravensberg

Steden en dorpen:
Beegden · Brachterbeek · Heel · Linne · Maasbracht · Ohé en Laak · Panheel · Stevensweert · Thorn · Wessem

Buurtschappen: Baarstraat · Bilt · Brandt · Eiland · Osen · Pol · Santfort (deels) · Weerd

Voormalige gemeenten: Heel · Maasbracht · Thorn

Limburg: Steden en dorpen      Nederland: Provincies · Gemeenten